# Anthodioctes affinis
Anthodioctes affinis là một loài Hymenoptera trong họ Megachilidae. Loài này được Urban mô tả khoa học năm 2003.